# NGC 183
NGC 183 (również PGC 2298 lub UGC 387) – galaktyka eliptyczna (E), znajdująca się w gwiazdozbiorze Andromedy. Odkrył ją Truman Safford 5 listopada 1866 roku. Niezależnie odkrył ją Édouard Jean-Marie Stephan 6 października 1883 roku.